# Panicher

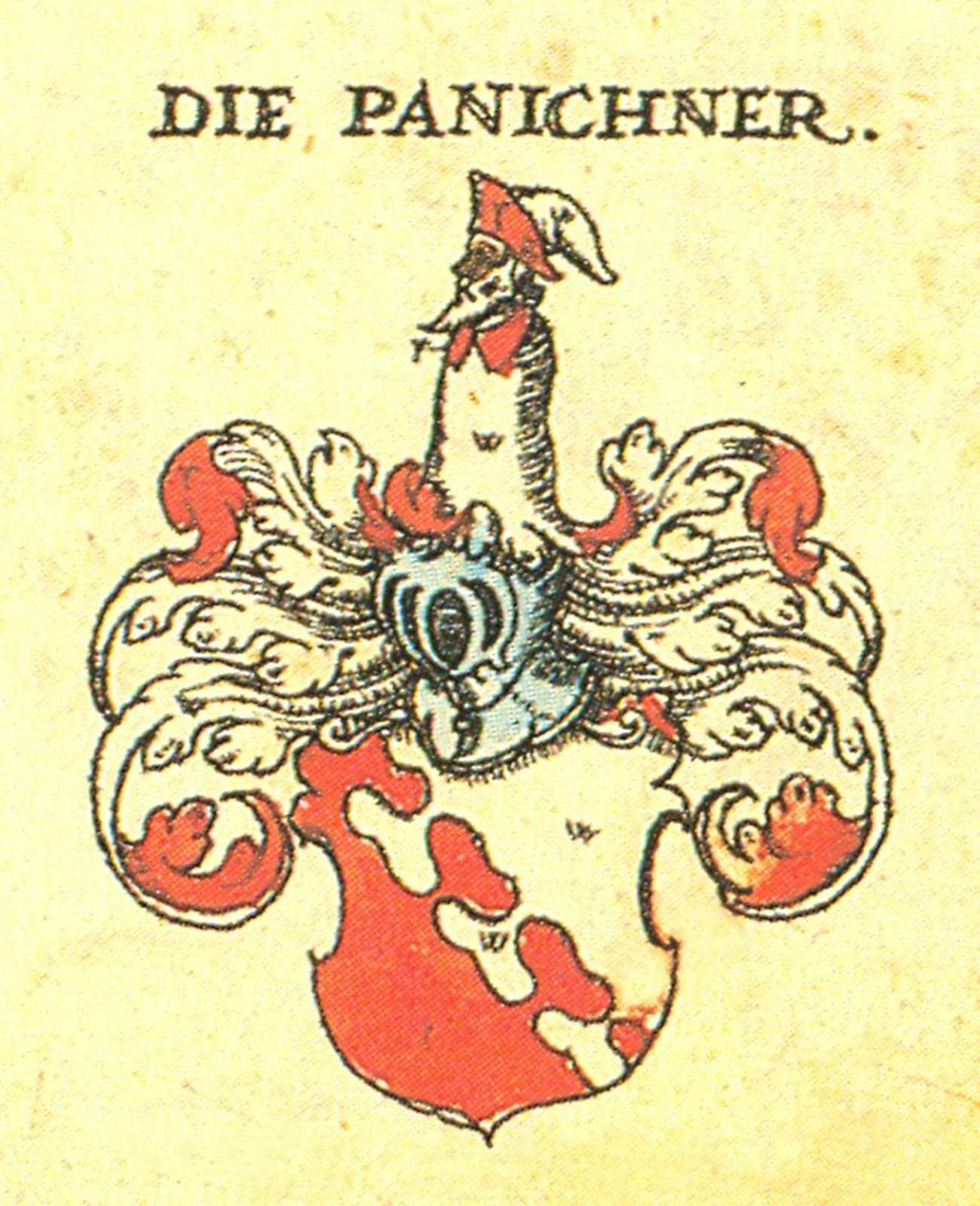
Wappen der Panicher nach Siebmachers Wappenbuch

Die Panicher (auch Pannicher) von Volkendorf (heute Wolkersdorf am Waginger See) und Hallersberg waren ursprünglich Ministeriale der Grafen von Kraiburg. Später gehörten sie zu den alten Adelsgeschlechtern im Erzbistum Salzburg. Sie nahmen hier Aufgaben als Pfleger und Stadtrichter wahr. Auch Äbtissinnen vom Kloster Nonnberg finden sich in dieser Familie.  Sie waren auch Erbausfergen in Laufen.

## Geschichte

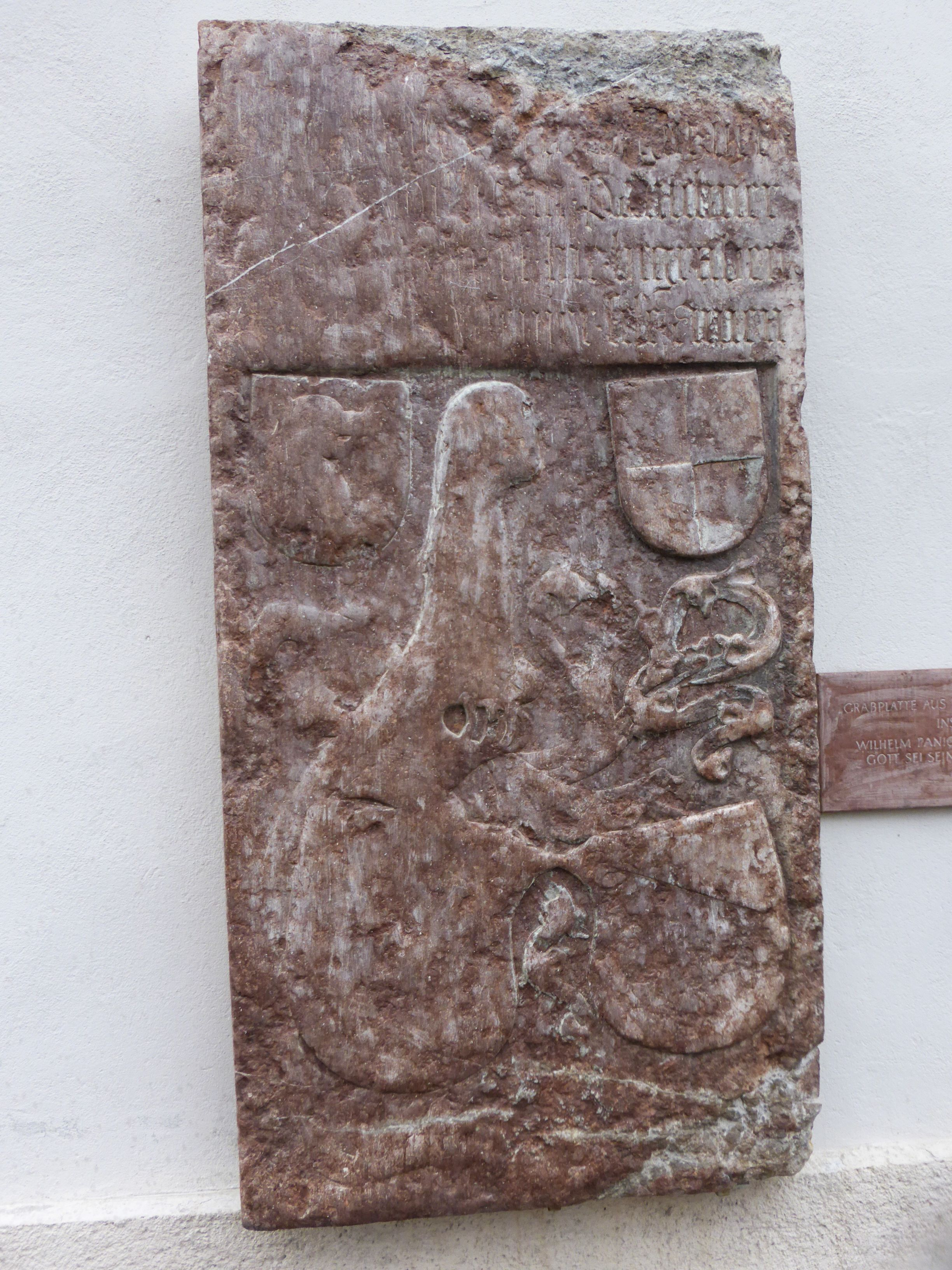
Grabplatte des Wilhelm Panicher aus dem 15. Jahrhundert an der Pfarrkirche von Kuchl: Wilhelm Panicher hie begraben / Gott sei seiner Seele gnädig / Amen

Erstmals scheint ein Friedrich Panicher 1165 bei dem 10. Ritterturnier in Zürich gegen den Markgrafen Diepold II. von Vohburg auf. Zacharias Panicher († 1380) und seine Gemahlin Hildegarde († 1417) sind im Kreuzgang des damals salzburgischen Laufen begraben. Georg Panicher war mit Laveia, Tochter des Otto Trennbecken, vermählt. Ulrich Panicher († 1471) war 1460 Pfleger zu Golling. Sein Sohn Ritter Caspar war 1499 Pfleger auf Staufeneck. Ein Rupert Panicher war 1461 Stadtrichter in Salzburg, eine Funktion, die später einem Bürgermeister entsprach. 1471 wurde Primus Panicher zum Pfarrer von Kuchl ernannt. Wolfgang Panicher war 1499 Hofmarschall in Salzburg. Georg Panicher war Richter in Lofer. Er hatte zwei Söhne, Zacharais und Kaspar, ebenso drei Töchter, von denen eine an einen Greming von Ramingstein verheiratet wurde. Kaspar Panicher zu Wolkenstorf und Preulau war Rat und Hofmeister in Salzburg, Propst in der Fusch und Landrichter in Zell am See (er lebte noch 1572).
Anna Panicher war 1439–1446 und Maria Panicher war 1484–1505 Äbtissin vom Kloster Nonnberg.
Hans Panicher war Pfleger in Golling, er wandte sich aber dem Protestantismus zu und musste deswegen 1564 emigrieren. Er war mit Regina von Haunsberg verheiratet, Tochter des Hartneids von Haunsberg. Deren Sohn Wolfgang Wilhelm war mit Sarah Flussharting, Tochter Trojan Flussharts von Dorf und Johannas von Rohrbach, verehelicht. Wolf Wilhelm wurde 1595 in die oberösterreichische Landsmannschaft und 1617 in den alten niederösterreichischen Ritterstand aufgenommen. Deren Sohn Ferdinand verheiratete sich mit Justina von Neuhaus, Tochter des Georg Bernhard Freiherrn von Neuhaus zu Stadlkirchen. Das Paar hatte keine Kinder und so erlosch mit Ferdinands Tod 1646 dieses Geschlecht im Mannesstamm.
Besitz

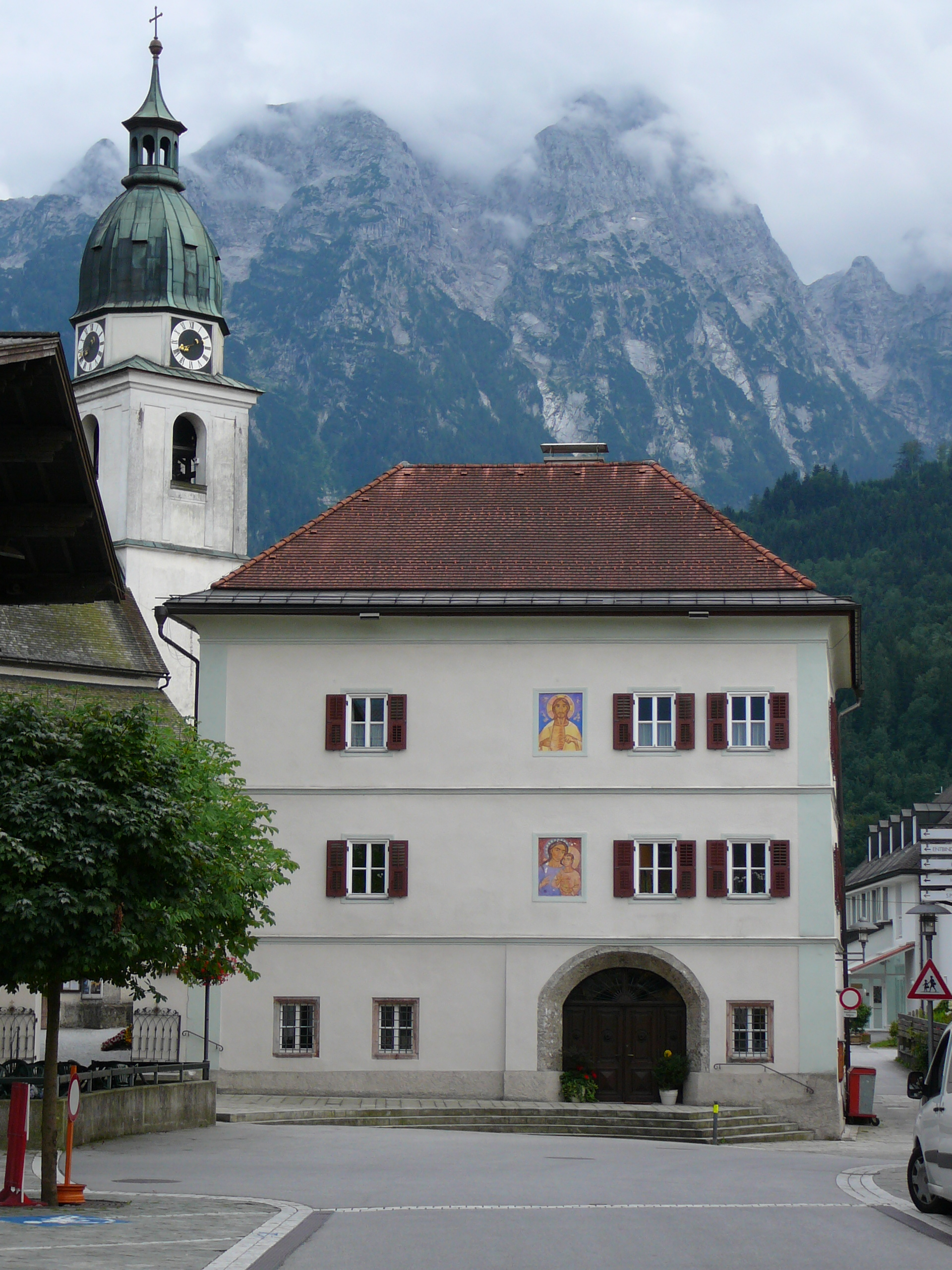
Turm der Panicher, heute Pfarrhof von Kuchl

Die Panicher besaßen zeitweise Schloss Gartenau, Schloss Kahlsperg und den Turm der Panicher in Kuchl.

## Wappen
Der Schild ist rechtsschräg gewölkt mit rechts Rot und links Silber. Auf dem Helm ein silberner bärtiger Mann mit rotem Rockkragen, einer silbernen herabhängenden Haube mit roter Stulpe. Die Helmdecken sind rot-silber.